# 沢田黒蔵
沢田 黒蔵（さわだ くろぞう、1962年1月28日 - ）は、日本の時代小説作家。
静岡県浜松市生まれ。法政大学法学部卒業。血液型A型。水瓶座。「沢田 直大」名義でジュニア小説も執筆している。

## 略歴
史跡めぐり、博物館好きが嵩じて、会社勤務の傍ら、執筆活動を開始。2001年（平成13年）、若き伊賀忍者の活躍を描いた『黄金の忍者』にて、第7回歴史群像大賞優秀賞を受賞しデビュー（後にシリーズ化される）。2002年（平成14年）、『不問ノ速太、疾る』にて第2回ムー伝奇ノベル大賞優秀賞を受賞する。

## 受賞歴
- 2001年 第7回歴史群像大賞優秀賞（『黄金の忍者』）
- 2002年 第2回ムー伝奇ノベル大賞優秀賞（『不問ノ速太、疾る』）

## 作品リスト
※ 単行本の刊行順に記す。
- 黄金の忍者 伊賀暗闘録（2001年12月、学研マーケティング学研M文庫） ISBN 4-05-900100-7
- 黄金の忍者 2 根来忍軍の野望（2002年7月、学研M文庫） ISBN 4-05-900169-4
- 黄金の忍者 風魔の牙（2003年4月、学研M文庫） ISBN 4-05-900230-5
- 不問ノ速太、疾る 黄金寺院轟現（2003年11月、学研M文庫） ISBN 4-05-900249-6
- 覇王独眼龍政宗 1 転輪聖王誕生（2004年5月、学研M文庫） ISBN 4-05-402433-5
- 覇王独眼龍政宗 2 直江兼続の挑戦（2004年7月、学研M文庫） ISBN 4-05-402542-0
- 覇王独眼龍政宗 3 箱根大決戦（2004年10月、学研M文庫） ISBN 4-05-402617-6
- 忍び鬼天山 地獄の犬ども（2005年4月、学研M文庫） ISBN 4-05-900349-2
- 真田の狼忍（2005年11月、学研M文庫） ISBN 4-05-900384-0

### 沢田直大名義
- コギャル忍者・萩王見参! 富士魔界篇（2002年2月、朝日ソノラマソノラマ文庫） ISBN 4-257-76959-9
- どうせおれは全知全能 無法の軍神・甲賀三郎（2002年5月、ソノラマ文庫） ISBN 4-257-76969-6

### 澤田直大名義
- わかれ簪 神田白鳶情け川　書下ろし長編時代小説（2007年1月、コスミック出版コスミック・時代文庫） ISBN 978-4-7747-2120-0